# Jardí

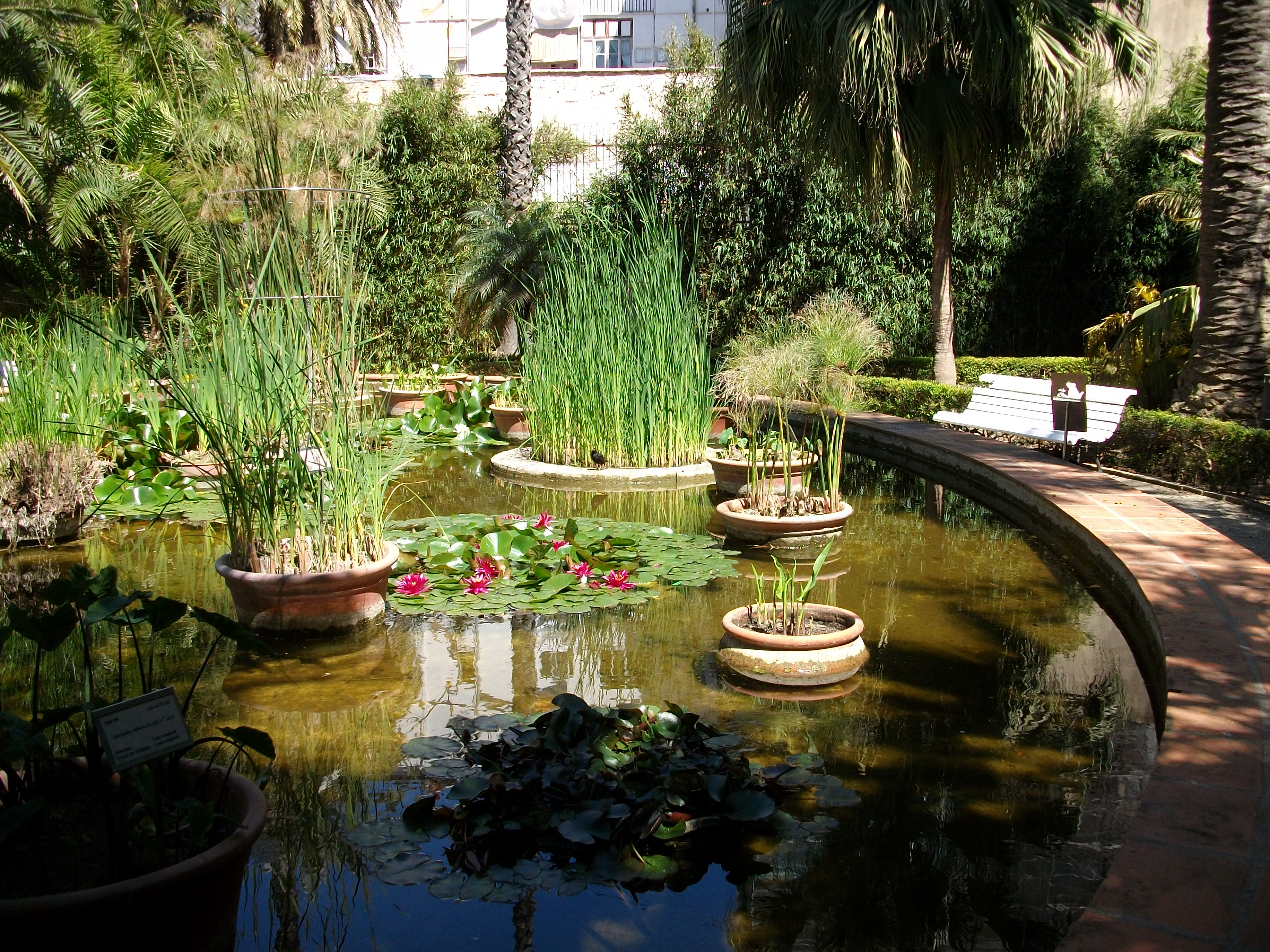
Jardí Botànic de València

Un jardí és un espai del paisatge planificat on es conreen i mantenen plantes (flors, llegums, arbres fruiters o ornamentals) i altres formes de la natura, tot i que una senzilla gespa pot definir un jardí. Els jardins poden incorporar materials naturals o artificials.
Els jardins solen tenir característiques de disseny que inclouen estàtues, capritxos, pèrgoles, gelosies, rabassuts, llits de rierols secs i aigua característiques com ara fonts, estanys (amb peixos o sense), cascades o rieres. Alguns jardins només tenen finalitats ornamentals, mentre que d'altres també produeixen cultius alimentaris, de vegades en àrees separades, o de vegades barrejats amb les plantes ornamentals. Els horts productors d'aliments es distingeixen de les granges per la seva escala més petita, els mètodes més intensius de mà d'obra i el seu propòsit (una afició o autoconsum en lloc de produir per a la venda, com en un hort). Els jardins de flors combinen plantes de diferents altures, colors, textures i fragàncies per crear interès i delectar els sentits.

## Aspectes generals

Plànol d'un jardí

Tots els jardins consten d’uns elements bàsics:
- terreny[3]
  - ubicació
  - característiques del sòl
  - climatologia
  - superfície
  - topografia
  - límits
- flora
- fauna
- elements naturals
- serveis
- accessoris

## Tipus de jardí
El jardí pot ser d'ordre privat o públic.

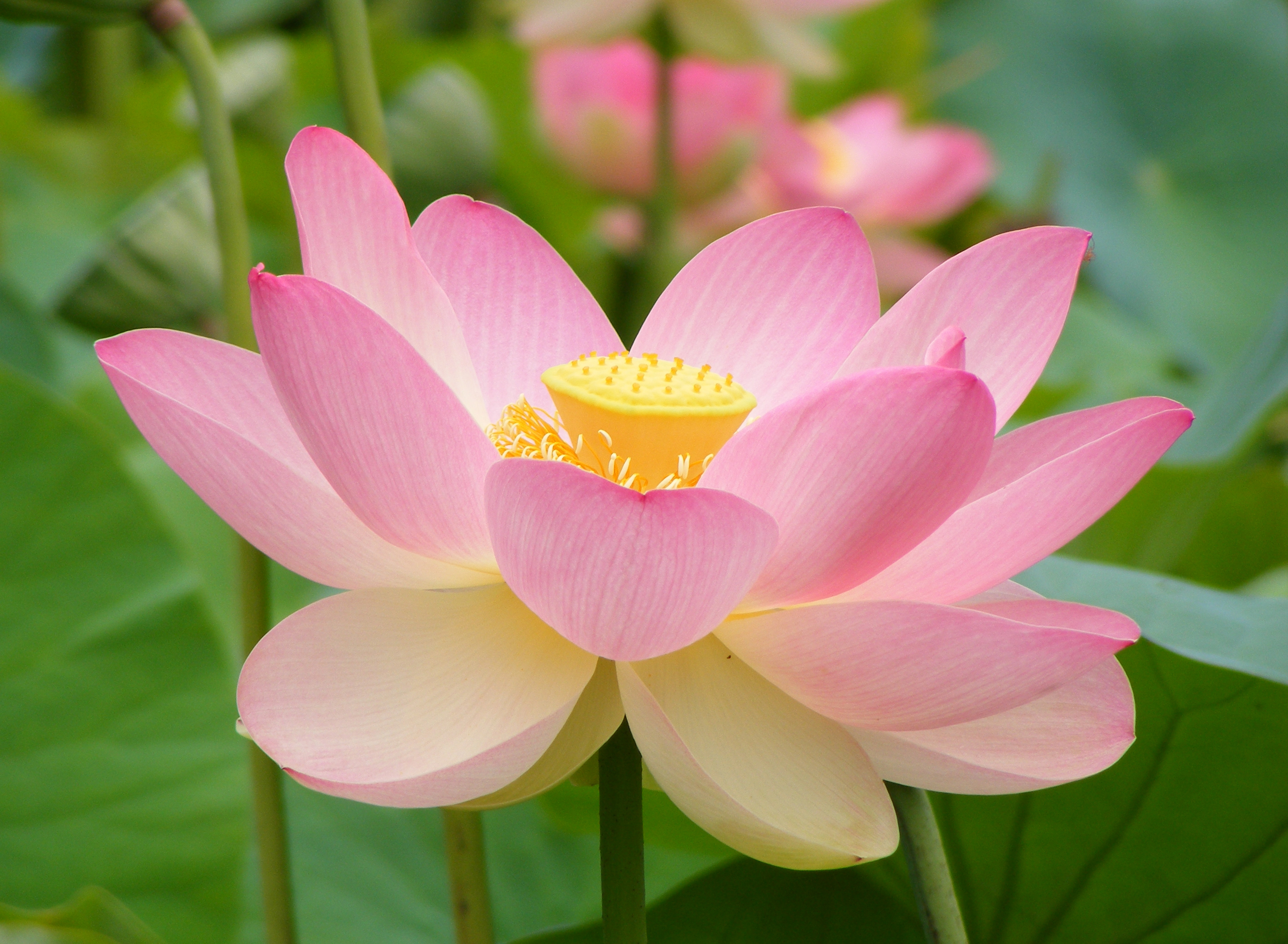
Les flors de colors i plantes exòtiques són elements que normalment es poden trobar a jardins

- Quan es tracta d'un lloc públic es parla més aviat d'un jardí públic o d'un parc quan es tracta d'un jardí extens contigu a un palau o un castell com el jardí a la italiana de les vil·les toscanes.
- Un jardí és més sovint un tancat contigu a un habitatge, utilitzat per al lleure, es diu aleshores «jardí de lleure», si utilitzat per la producció de llegums o de fruites, se'n diu «jardí d'hort» o «hort».
- Quan aquest tancat és situat a l'habitatge (a una galeria o un balcó), es tracta d'un jardí d'interior (o jardí d'hivern).
- Si reuneix col·leccions de plantes amb finalitats científiques o de lleure, es parlarà de «jardí botànic».
- Quan es tracta de conreus realitzats amb finalitats comercials es parlarà més aviat de conreu intensiu. Aquestes plantacions es fan sovint en hivernacles.
- Si el manteniment és escàs, del jardí se'n diu «erm».
- el jardí francès, és un jardí de lleure simètric, amb línies rectes.
- el jardí a l'anglesa, és un estil de jardí que fa la il·lusió de la natura salvatge, amb línies corbes.
- jardí comunitari
- jardí italià
- jardí medieval
- jardí persa
- jardí japonès
- jardí penjant
- jardí zen
- jardí en quadrats
- jardí històric
- jardí d'aigua
- jardí de rocall

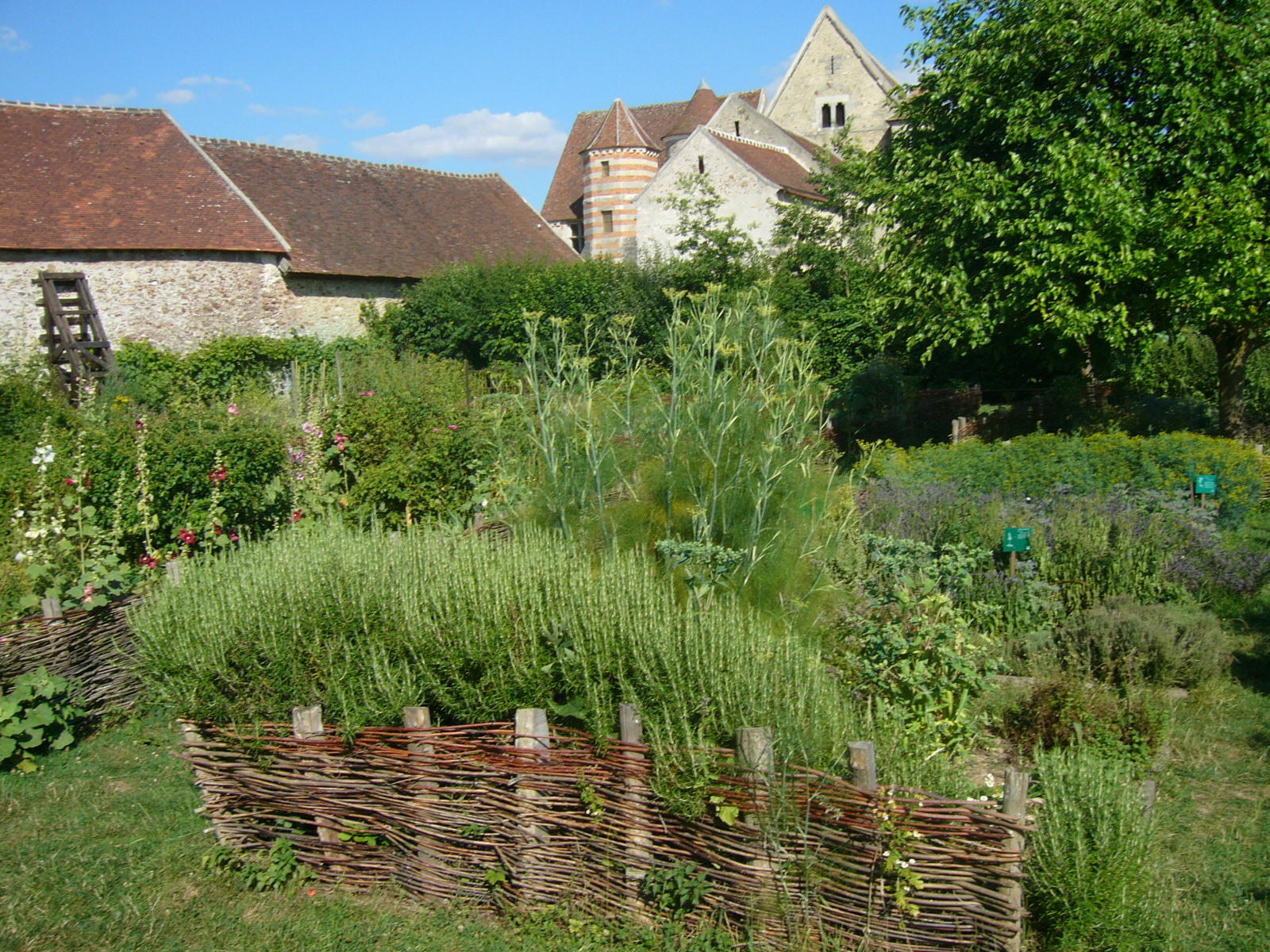
Jardí medieval
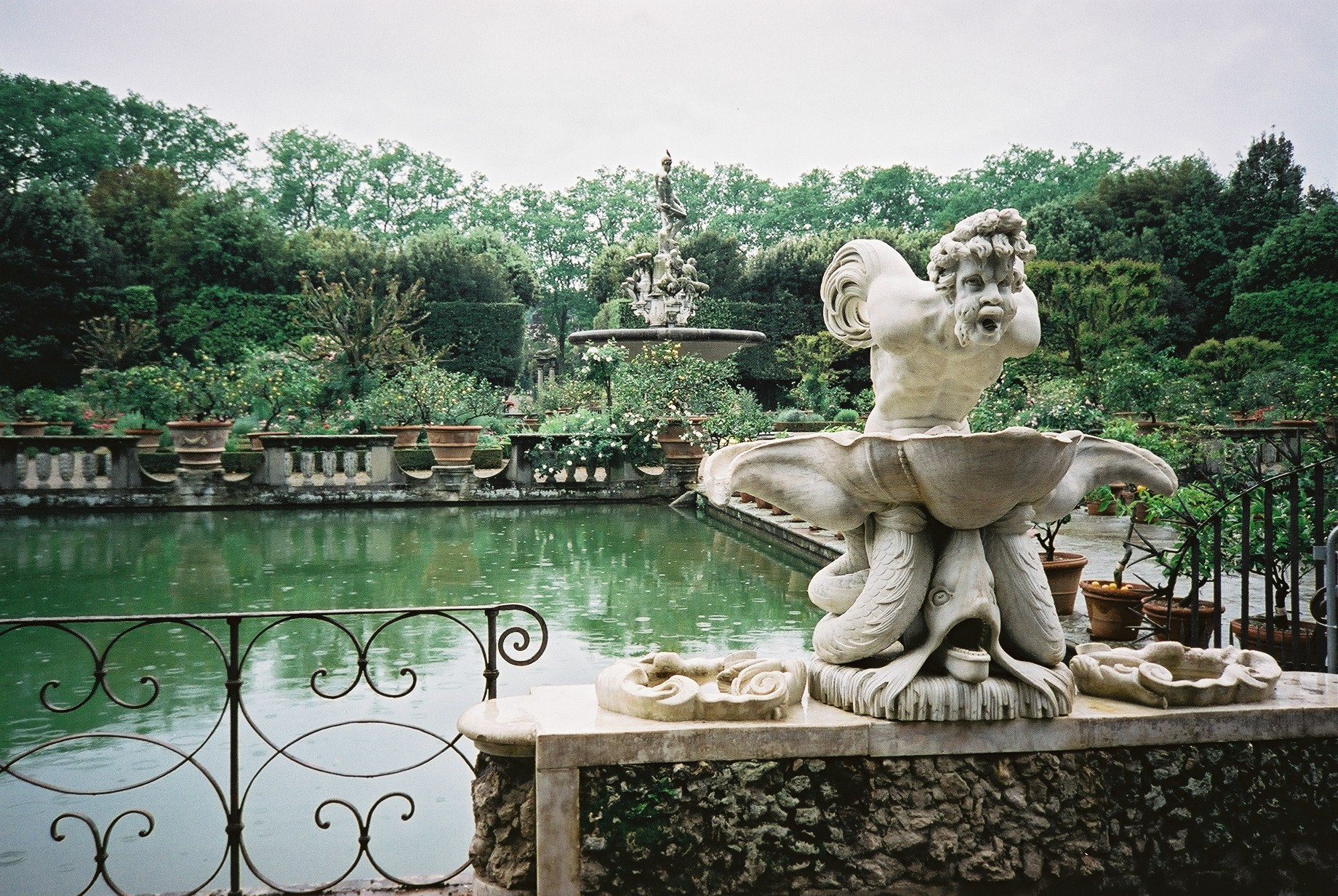
Jardí a la italiana
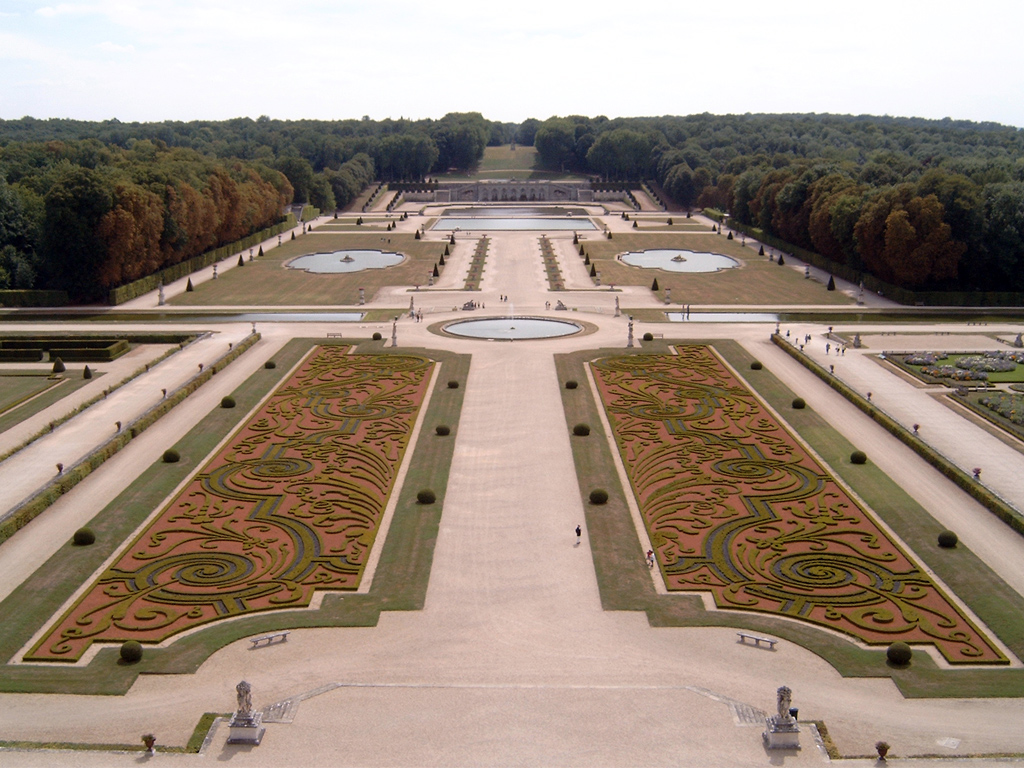
Jardí francès
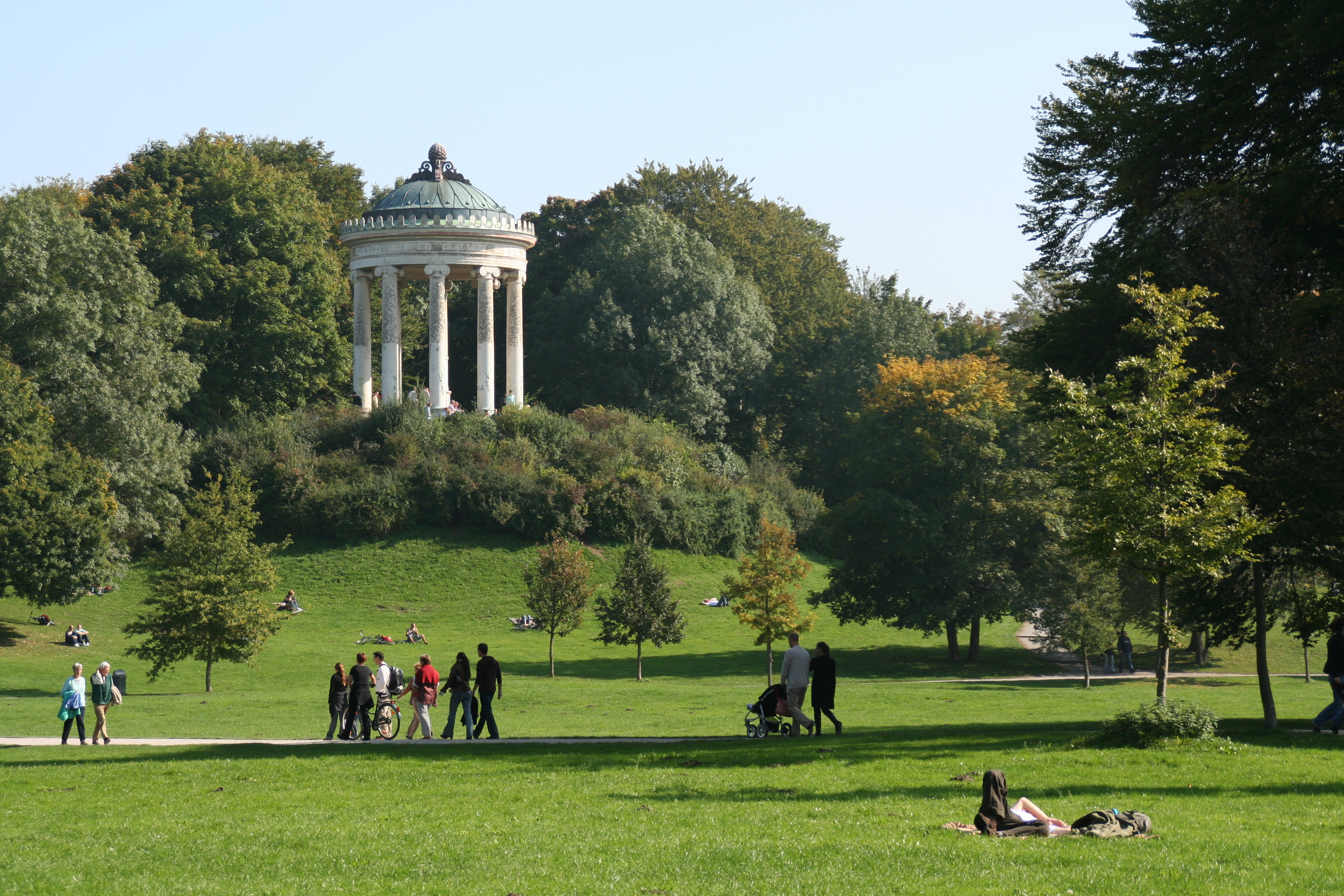
Jardí anglès amb belvedere
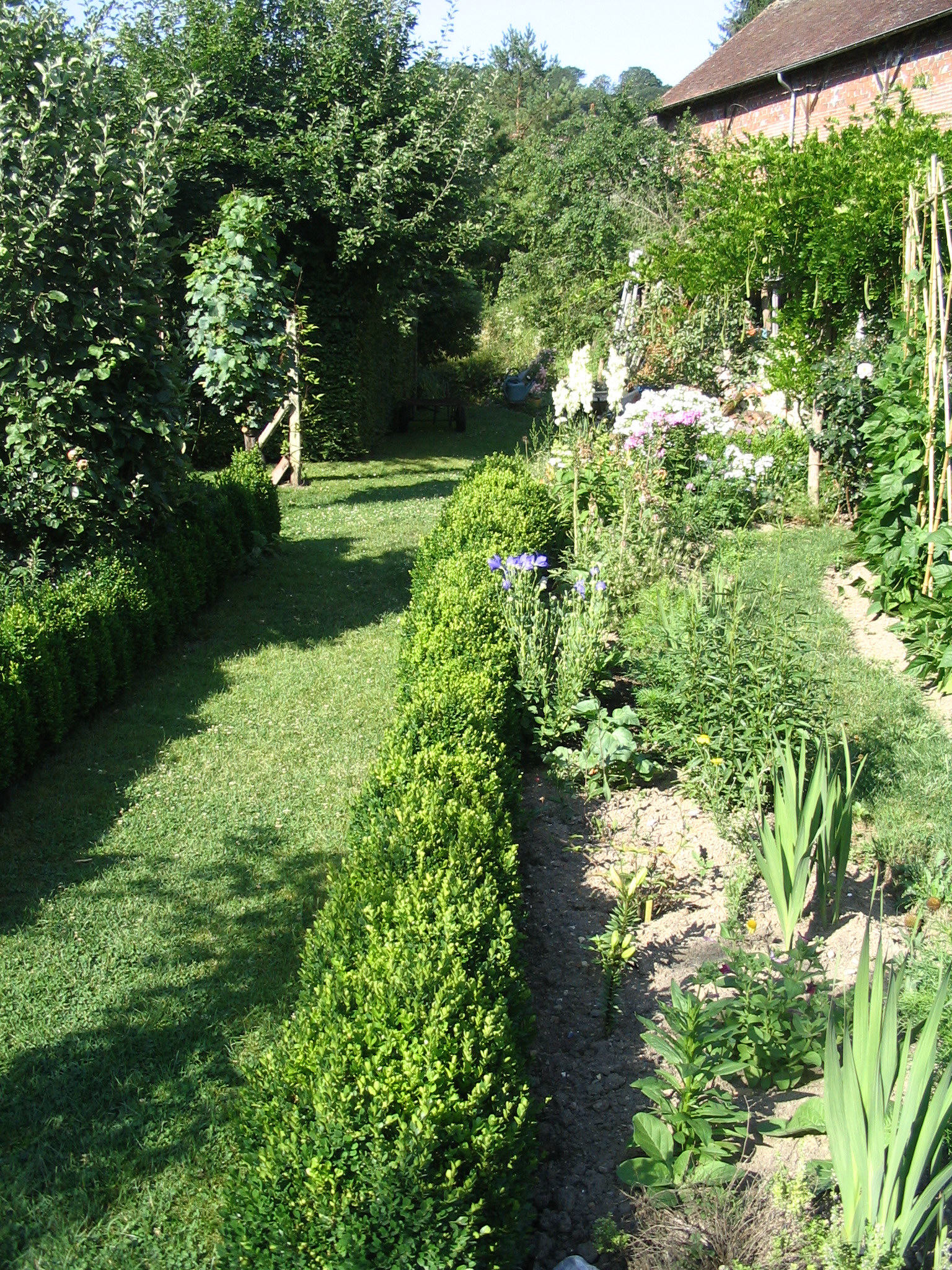
Jardí de rector
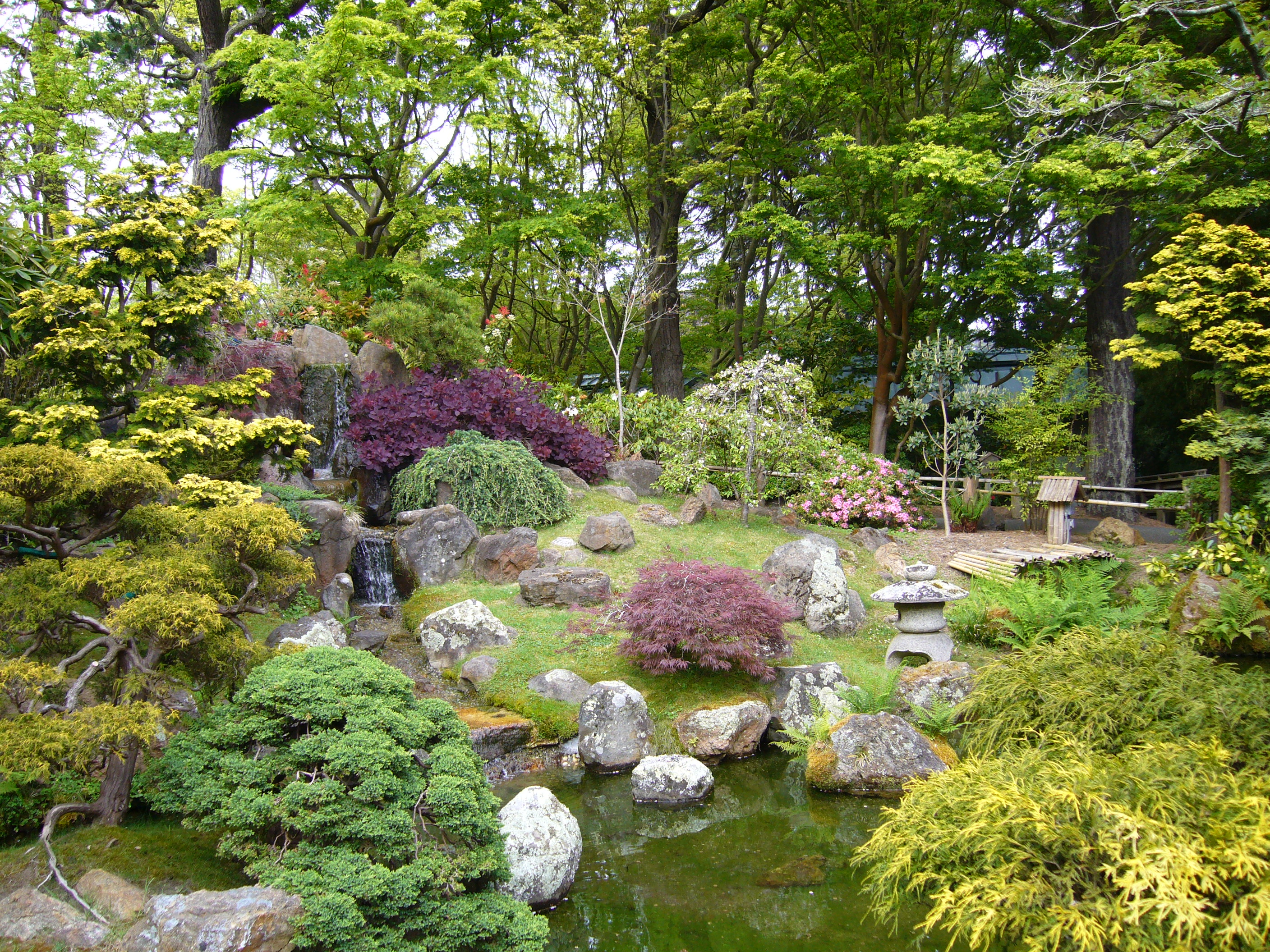
Jardí japonès
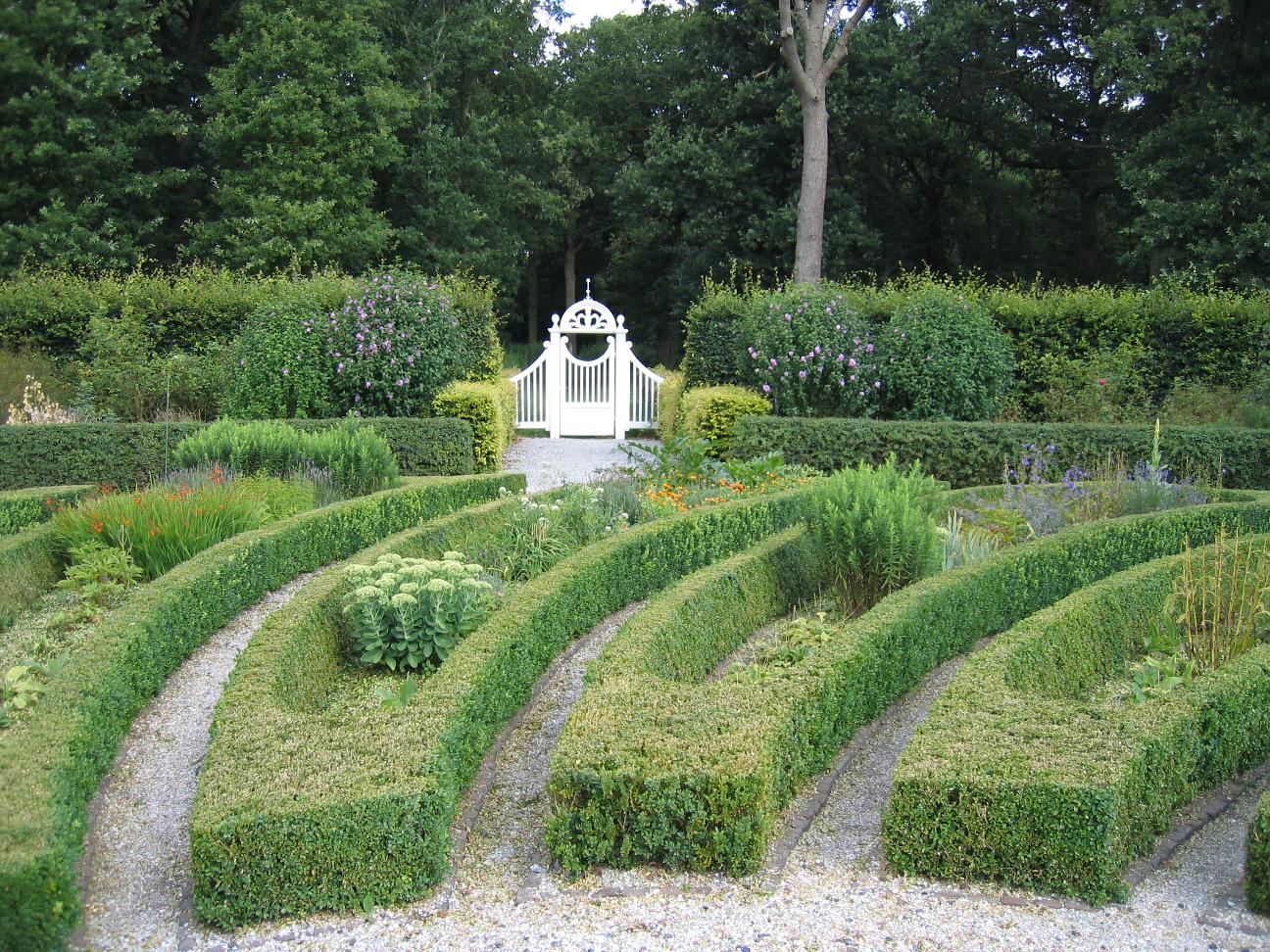
jardí de lleure d'una casa als Països Baixos.
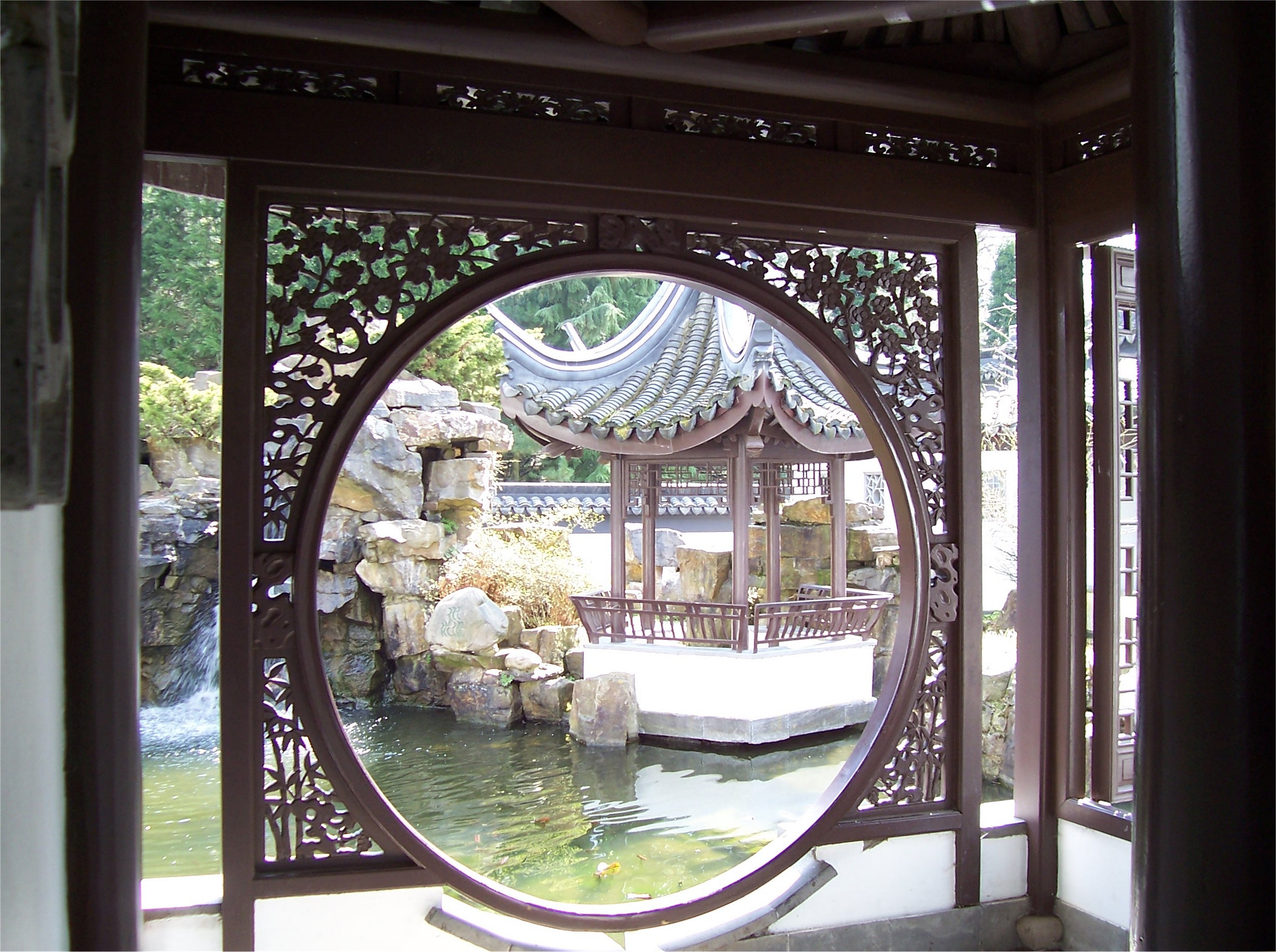
Jardí xinès

## Elements del jardí
- bassa
- tanca
- laberint
- nan de jardí
- parterre
- gespa
- viver
- hort
- rocall
- sender
- munt de compost

## Edificis del jardí o el jardí de l'edifici
- Barraca
- capritx o folly
- templet o glorieta
- celobert
- pavelló
- pèrgola
- orangerie
- hivernacle
- veranda
- sobre una terrassa o un senzill balcó
- sobre un mur: mur vegetalitzat
- sobre una teulada: jardí penjant

## Tractats i cites
Els coneixements actuals sobre els jardins d'altres temps s'han preservat en fonts escrites. Entre les obres més importants cal classificar els tractats especialitzats. La seva consulta permet aproximar-se a alguns aspectes, teòrics i pràctics, de la jardineria. La que segueix és una llista aleatòria (obligadament incompleta) sobre el tema, ordenada cronològicament.
- 605-562 aC. Jardins penjants de Babilònia.

- c. 300 aC. De historia plantarum. Teofrast.[4][5]

- c. 27aC. Vitruvi. De Architectura Libri X.[6]

- c. 810. Capitular de Villis.[7]

- 827. Liber de cultura hortorum. Walafrid Estrabó.[8][9]

- 1288-1289. Llibre de meravelles. Ramon Llull.[10][11]
  - Llull esmenta, de forma natural, un jardí. Significant un ús normal del terme."...havia en son hostal un bell jardí, en lo qual havia molts arbres de diverses maneres, e aquells arbres eren tots fullats e florits..."

- 1625. Francis Bacon escrigué un curt assaig sobre els jardins: Of Gardens.[12][13]

- 1768. An Essay on Design in Gardening. Georges Mason.[14]

- 1798. Voyage au Jardin des Plantes. L.F. J auffret.[15]

- 1801. Teoria Dell'arte De' Giardini.[16]

- 1823. Essai sur la composition et l'ornement des jardins. Pierre Boitard.[17]

- 1847. Elementos de higiene pública. Pere Felip Monlau i Roca[18]

- 1855. Essais historiques sur les jardins. P. de Wint.[19]

- 1872. Manuale del giardiniere fioricoltore e decoratore di giardini contenente una breve descrizione dei giardini antichi e moderni... Marcellino Roda.[20]

- 1885. Principios de botánica funeraria. Celestí Barallat i Falguera.[21][22][23]

- 1894. Los jardines botánicos, su número, organización è importancia en las naciones, más cultas é ilustradas. Miguel Colmeiro.[24]

- 1895. L'horticulture Dans Les Cinq Parties Du Monde.[25]

- 1907. Càntic dels càntics precedit de Els jardins de Salomó: (obra pòstuma). Jacint Verdaguer.[26]

- 1922. Practical Landscape Gardening. Robert B. Cridland.[27]

- 1981. Del paraíso al jardín latino: origen y formación del moderno jardín latino. Nicolau Maria Rubió i Tudurí[28]